# Investigatory Powers Act 2016
Investigatory Powers Act (с англ. — «Акт о полномочиях следствия», иногда Snoopers' Charter — привилегия ищеек, закон ищеек) — акт, изначально предложенный Терезой Мэй, прошедший обе палаты британского парламента и санкционированный Королевой 29 ноября 2016 года. Данный закон под предлогом необходимости борьбы с терроризмом наделяет ряд спецслужб широкими возможностями по слежке за подданными, в том числе правом взламывать телефоны и компьютеры, массово собирать персональные данные, и т. п. В соответствии с данным законом все провайдеры страны должны будут с 2017 года собирать списки посещённых пользователями сайтов и хранить их на протяжении 12 месяцев и предоставлять полиции доступ к этим данным.
Онлайн-петиция против нового закона была создана лишь после прохождения им парламента. Менее чем за неделю она набрала более 118 тысяч подписей, что должно привести к её обсуждению Парламентом. Закон осудили Эдвард Сноуден, Тим Бернерс-Ли и многие правозащитники.
В апреле 2018 г. Верховный суд Великобритании постановил, что начальный вариант предложенного закона противоречит Европейским законам по защите прав и свобод граждан  и дал полгода на устранение замечаний.
31 октября 2018 г. вступил в силу документ, определяющий правила доступа к данным, предписывающий разрешение на использование Закона о полномочиях только для расследования "серьёзных преступлений" (Для которых предусматривается наказание от 12 месяцев лишения свободы).